# Wohn- und Geschäftshaus Hansemannstraße 2, Köln-Ehrenfeld

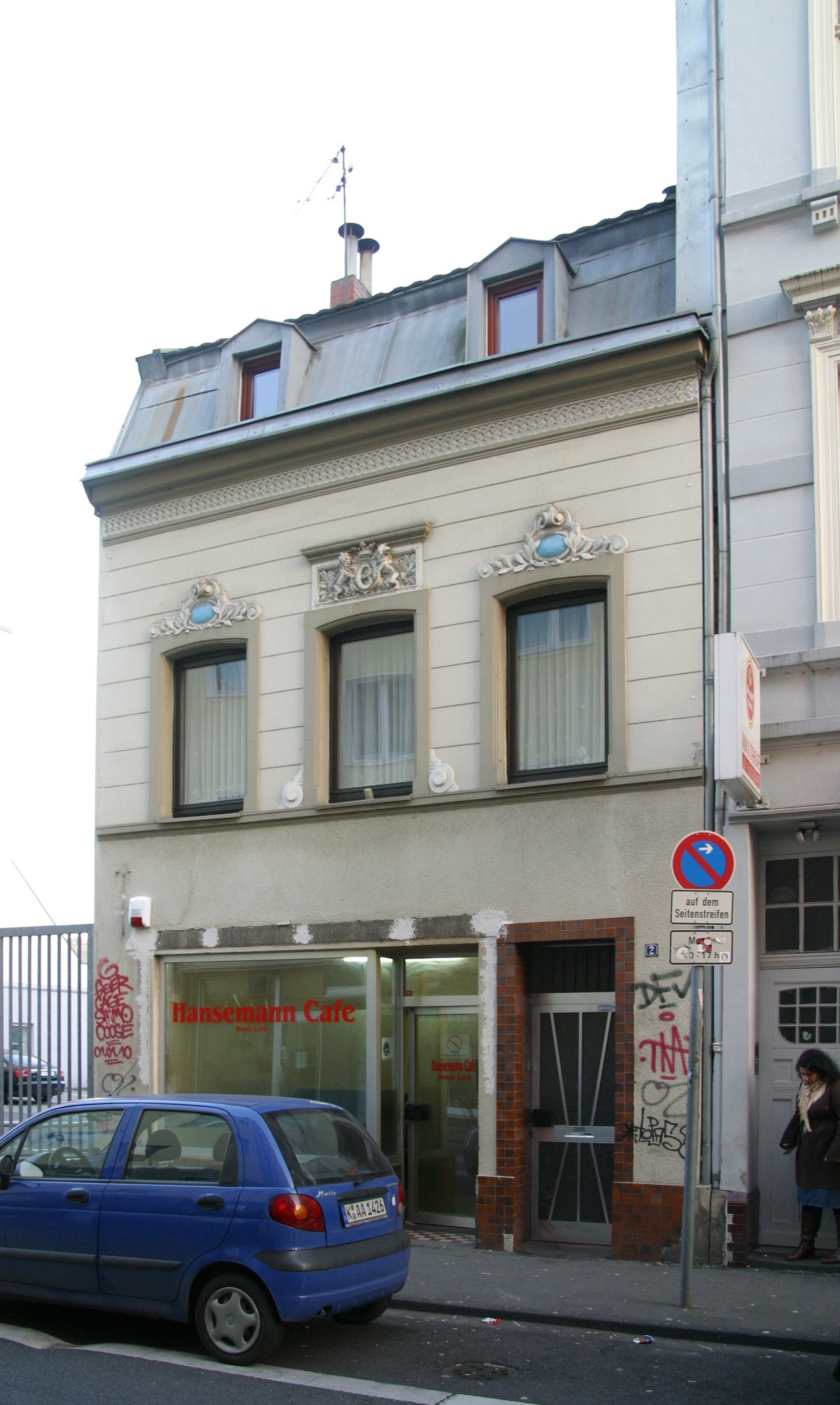
Hansemannstraße 2 im November 2011

Das Wohn- und Geschäftshaus in der Hansemannstraße 2 in Köln-Ehrenfeld war ein um 1870 erbautes Gebäude und ein Beispiel für die frühe Bebauung Ehrenfelds noch vor seiner Eingemeindung als Stadtteil Kölns. Es war seit dem 6. März 1992 denkmalgeschützt und unter der Nummer 6410 in der Denkmalliste eingetragen. Im Mai 2018 sackte während Bauarbeiten im benachbarten Grundstück der Gewölbekeller des Hauses mehrere Zentimeter ein; es wurde dadurch so stark beschädigt und in seiner Standsicherheit beeinträchtigt, dass sein Abriss veranlasst und im Frühjahr 2019 durchgeführt wurde.

## Baubeschreibung
Das dreiachsige Wohn- und Geschäftshaus wurde etwa um 1870 mit zwei Geschossen erbaut. Das Hauszeichen an der spätklassizistischen Stuckfassade im ersten Obergeschoss wurde etwa um 1905 ergänzt und wies auf Johann Wollersheim hin, der ab 1906 hier eine Bäckerei betrieb. Im Inneren gab es im straßenseitigen Flurbereich ornamentierte Bodenfliesen, eine Holztreppe mit gedrechselten Stäben und Holzgeländer, eine Stuckdecke im Ladenlokal sowie einen Gewölbekeller.
Das ausgebaute Dachgeschoss, der Ladenbereich, Haustür und Fenster wurden später gegenüber dem ursprünglichen Zustand verändert.

## Geschichte

### Relevanz für den Stadtteil
In der zweiten Hälfte des 19. Jahrhunderts wuchs Ehrenfeld vor allem durch industrielle Ansiedlungen recht schnell. Die damalige Jacobstraße, heute Hansemannstraße, wurde bis 1880 angelegt; sie zweigt von der Venloer Straße ab und war eine der ersten Straßenerschließungen. Das Haus Nr. 2 stand als Beispiel für die frühe Bebauungsphase, die sozialgeschichtliche Entwicklung Ehrenfelds und das „wachsende Selbstbewußtsein der Bewohner Ehrenfelds in diesen Zeiten des wirtschaftlichen Aufschwungs“.

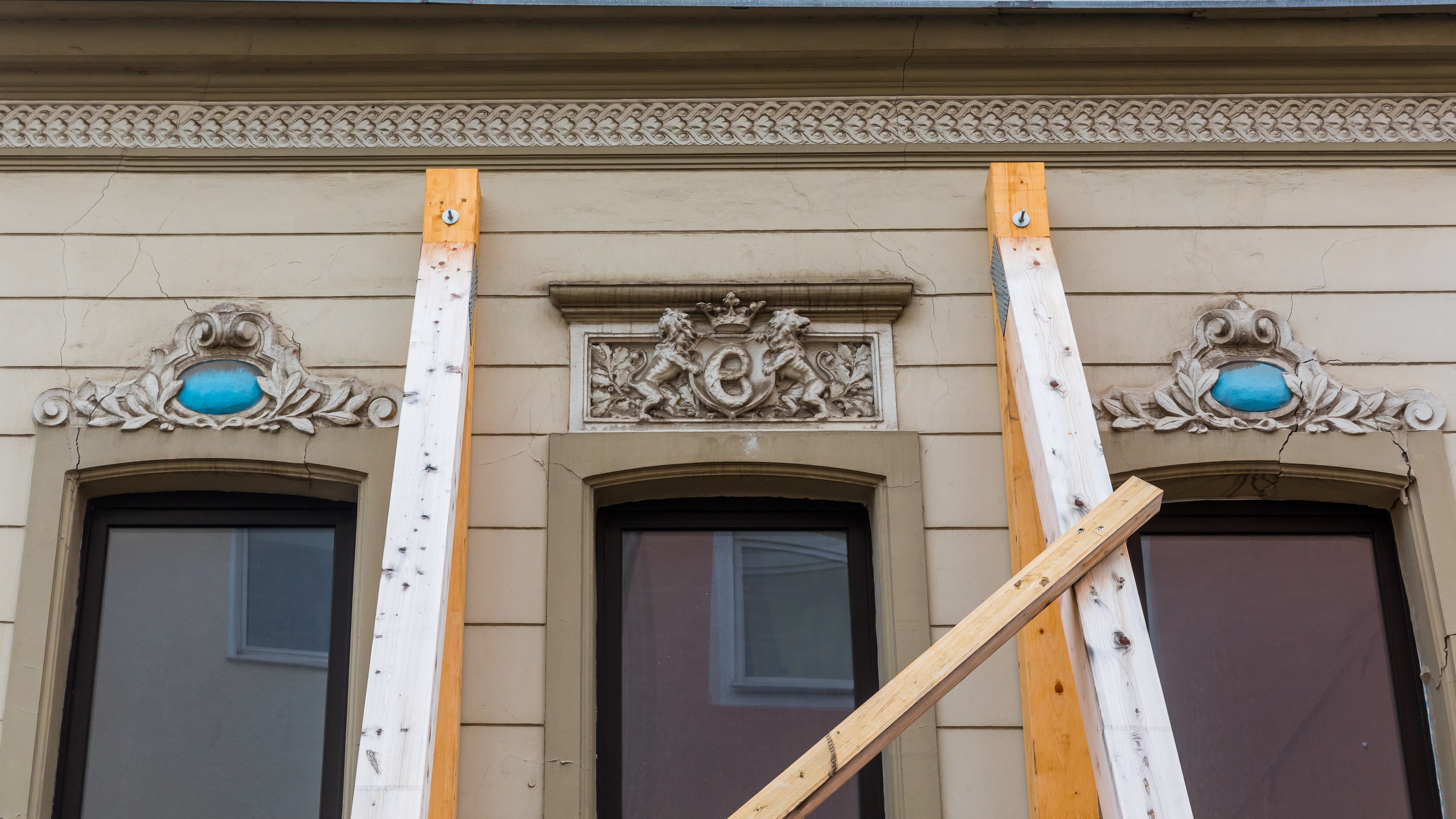
Abgestützte Fassade im Mai 2018 – hier das Hauszeichen der Bäckerei

Bereits 1891 ist der Bäcker Peter Riem als Eigentümer des Gebäudes nachgewiesen. Letzter Eigentümer des Hauses war eine Beteiligungsgesellschaft der WvM Immobilien + Projektentwicklung GmbH, die auf dem benachbarten Grundstück eine Baumaßnahme durchführt.

### Beschädigung durch Bauarbeiten

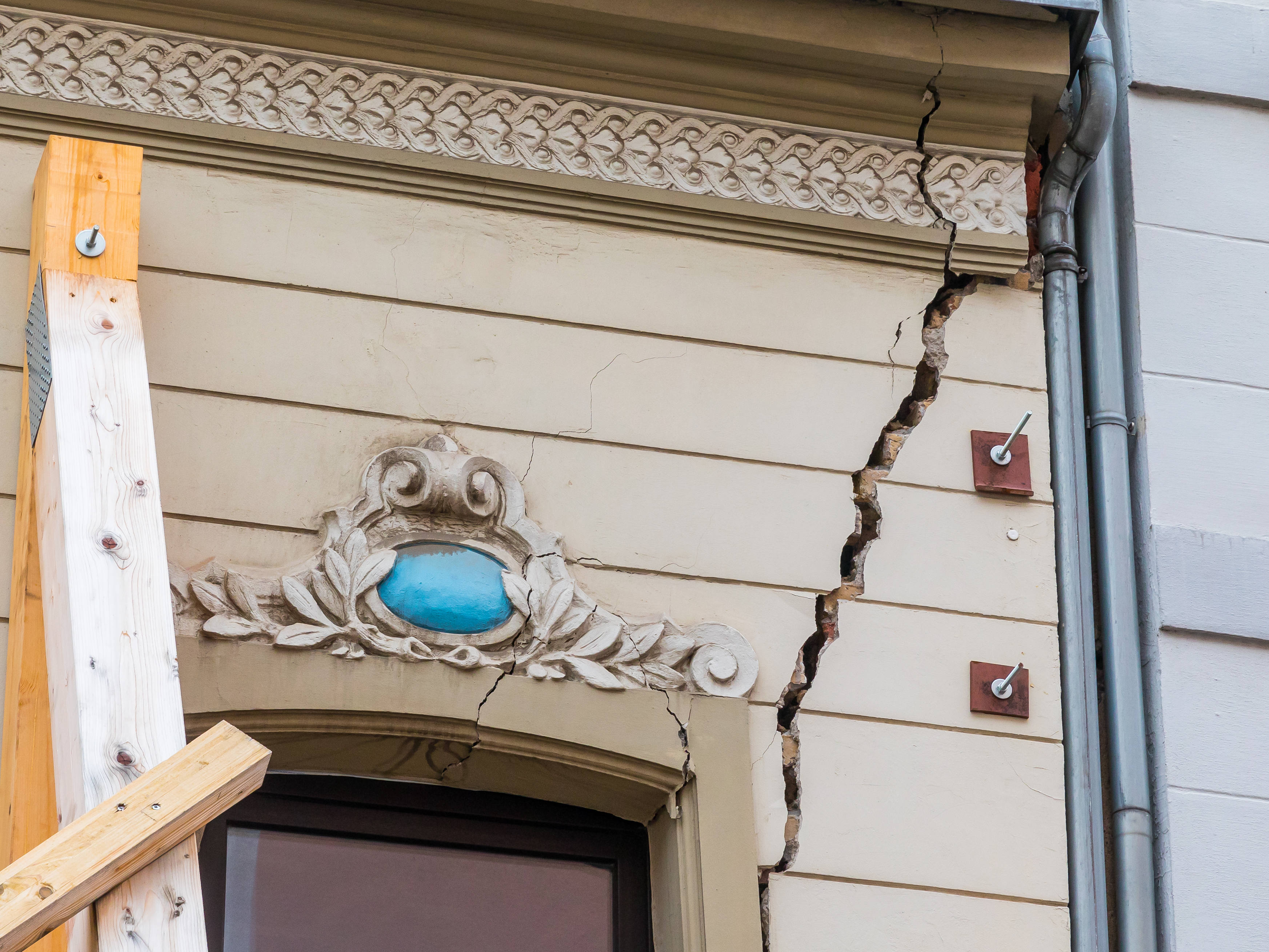
Risse in der Fassade

Nach Aussage des Bauherren sollte das Haus nicht abgerissen werden, sondern es sei bereits die Sanierung beantragt worden, nach der das Haus harmonisch in die moderne Nachbarschaftsarchitektur hätte eingefügt werden sollen. Als statische Schutzmaßnahme gegen die nahegelegenen Ausschachtungsarbeiten sei damit begonnen worden, das Gebäude mit Betonriegeln zu unterfangen. Während dieser Arbeiten habe der Gewölbekeller nachgegeben, so dass das Haus um mehrere Zentimeter eingesackt sei. Ein großer Riss zog sich von außen deutlich sichtbar durch das ganze Haus. Die Hansemannstraße wurde wegen der Einsturzgefahr kurzzeitig gesperrt und das Betreten des Hauses verboten, ebenso die Arbeiten auf dem Nachbargrundstück ausgesetzt. Etwa eine Woche später wurde das Haus mit großen Holzbalken abgestützt, wobei es zu emotionalen Reaktionen der Bevölkerung kam, die zu einem Polizei- und Feuerwehreinsatz führten. Die genaue Ursache des konkreten Vorfalls konnte laut Bauherr im Januar 2019 noch nicht endgültig festgestellt werden.

### Abriss nach Bemühungen um den Erhalt

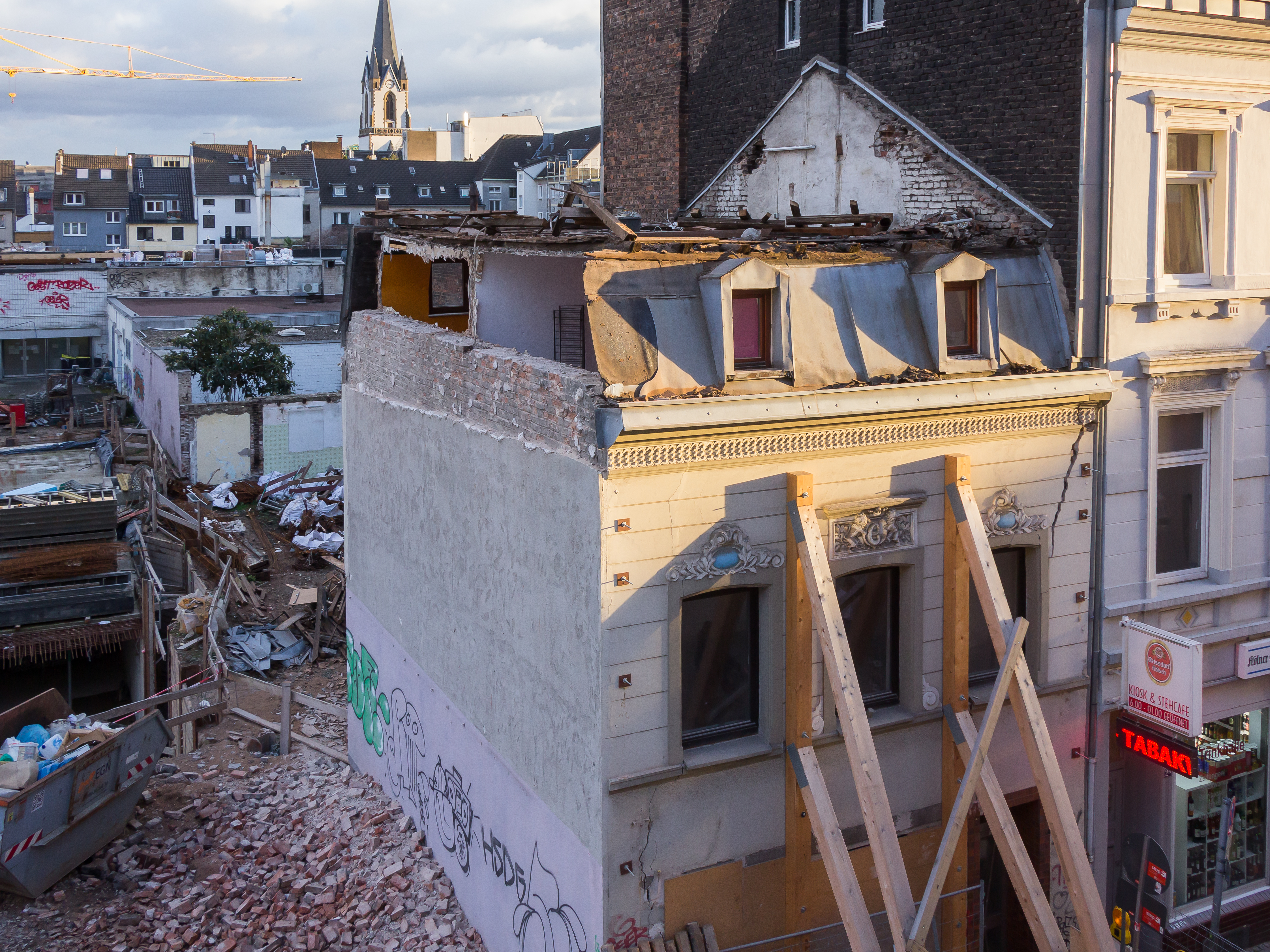
Dritter Tag des Abrissprozesses

Verschiedene Seiten setzten sich nach dem Vorfall für den Erhalt und die Wiederherstellung des Gebäudes ein, darunter die Bürgervereinigung Ehrenfeld und die Bezirksvertretung Ehrenfeld in ihrer Sitzung vom 4. Juni 2018. Der Beschluss der Bezirksvertreter auf Basis eines gemeinsamen Antrags der Fraktionen von Bündnis 90/Die Grünen, Die Linke sowie eines Einzelmandatsträgers der Wählergruppe Deine Freunde forderte unter anderem, keine Abrissgenehmigung für das unter Denkmalschutz stehende Gebäude zu erteilen und den Träger des Bauvorhabens „Hansemannstr./Venloer Str./Philippstr.“ gemäß § 27 Denkmalschutzgesetz Nordrhein-Westfalen zu verpflichten, die Bauarbeiten sofort einzustellen und den vorherigen Zustand bzw. das Zerstörte wiederherzustellen.
Zwei Gutachten kamen zu dem Ergebnis, dass das Haus nicht mehr ohne Gefahr für Menschenleben zu retten gewesen wäre, weshalb im Dezember 2018 seitens der Stadtverwaltung die Abbruchgenehmigung erteilt wurde, der sich auch die Denkmalpflege nicht mehr widersetzte.
Am 7. Januar 2019 wurde mit den Abrissarbeiten begonnen. Die Stuckverzierungen der Fassade wurden bis Februar 2019 geborgen und an die Stadt Köln übergeben.